# Indienii din Cleveland 2
Indienii din Cleveland 2 (titlu original: în engleză Major League II) este un film american sportiv de comedie din 1994 regizat de David S. Ward. Rolurile principale au fost interpretate de actorii Charlie Sheen, Tom Berenger și Corbin Bernsen. Este continuarea filmului Indienii din Cleveland (1989) și este urmat de Indienii din Cleveland: Întoarcerea (1998).

## Distribuție
- Charlie Sheen – Rick "Wild Thing" Vaughn
- Tom Berenger – Jake Taylor
- Corbin Bernsen – Roger Dorn
- Dennis Haysbert – Pedro Cerrano
- James Gammon – Lou Brown
- Omar Epps – Willie Mays Hayes
- Bob Uecker – Harry Doyle
- David Keith – Jack Parkman
- Takaaki Ishibashi – Isuro „Kamikaze” Tanaka
- Margaret Whitton – Rachel Phelps
- Eric Bruskotter – Rube Baker
- Alison Doody – Rebecca Flannery
- Michelle Burke – Nicki Reese
- Jay Leno – propriul rol
- Richard Schiff – a commercial director
- Jesse Ventura – White Lightning
- Steve Yeager – Coach Duke Temple
- Kevin Hickey – Schoup
- Ashton Smith – crainic
- Randy Quaid – Johnny (nemenționat)
- Rene Russo – Lynn Wells (nemenționat)